# ماریو آگوستی
ماریو آگوستی (انگلیسی: Mario Agosti; ۲۱ ژوئیهٔ ۱۹۰۴ – ۱۹۹۲ (۸۷−۸۸ سال)) ورزشکار فوتبال اهل ایتالیا بود.
از باشگاه‌هایی که در آن بازی کرده‌است می‌توان به باشگاه فوتبال اودینزه اشاره کرد.